# Белогорлый турач
Белого́рлый тура́ч (лат. Campocolinus albogularis) — вид птиц из трибы Gallini семейства фазановых (Phasianidae).

## Описание
Самец и самка очень похожи. У самцов серый лоб с красно-коричневыми пятнами. Лицо преимущественно белое, только кроющий уха серые и под глазами и по бокам шеи оперение тёмно-жёлтое. Верхняя часть тела серо-коричневого, а кроющие крыльев каштанового цвета. Боковые перья хвоста красно-коричневые. Подбородок и горло целиком белые, остальная нижняя часть охряного цвета. Грудь и боковые стороны тела украшены несколькими длинными красноватыми полосами. У самок оперение груди и боковых сторон тела с полосами чёрно-белого цвета.

## Распространение
Белогорлый турач распространён в трёх изолированных друг от друга районах Сенегала, а также от Кот-д’Ивуара до Камеруна, в Заире, Замбии и Анголе. Он живёт на открытой местности, такой как саванны, холмы и заброшенные поля.

## Образ жизни
Голос самца очень похож на голос турача коки (Peliperdix coqui), только призывы звучат быстрее. В кладке 4—7 со светло-коричневыми крапинами яиц.